# Elvran
Elvran este o localitate din comuna Stjørdal, provincia Nord-Trøndelag, Norvegia, cu o populație de 492 locuitori (2013).